# Internationale Freundschaftsliga

Abzeichen der historischen IFL

Deutsche Sektion der historischen IFL: Mitgliedsausweis

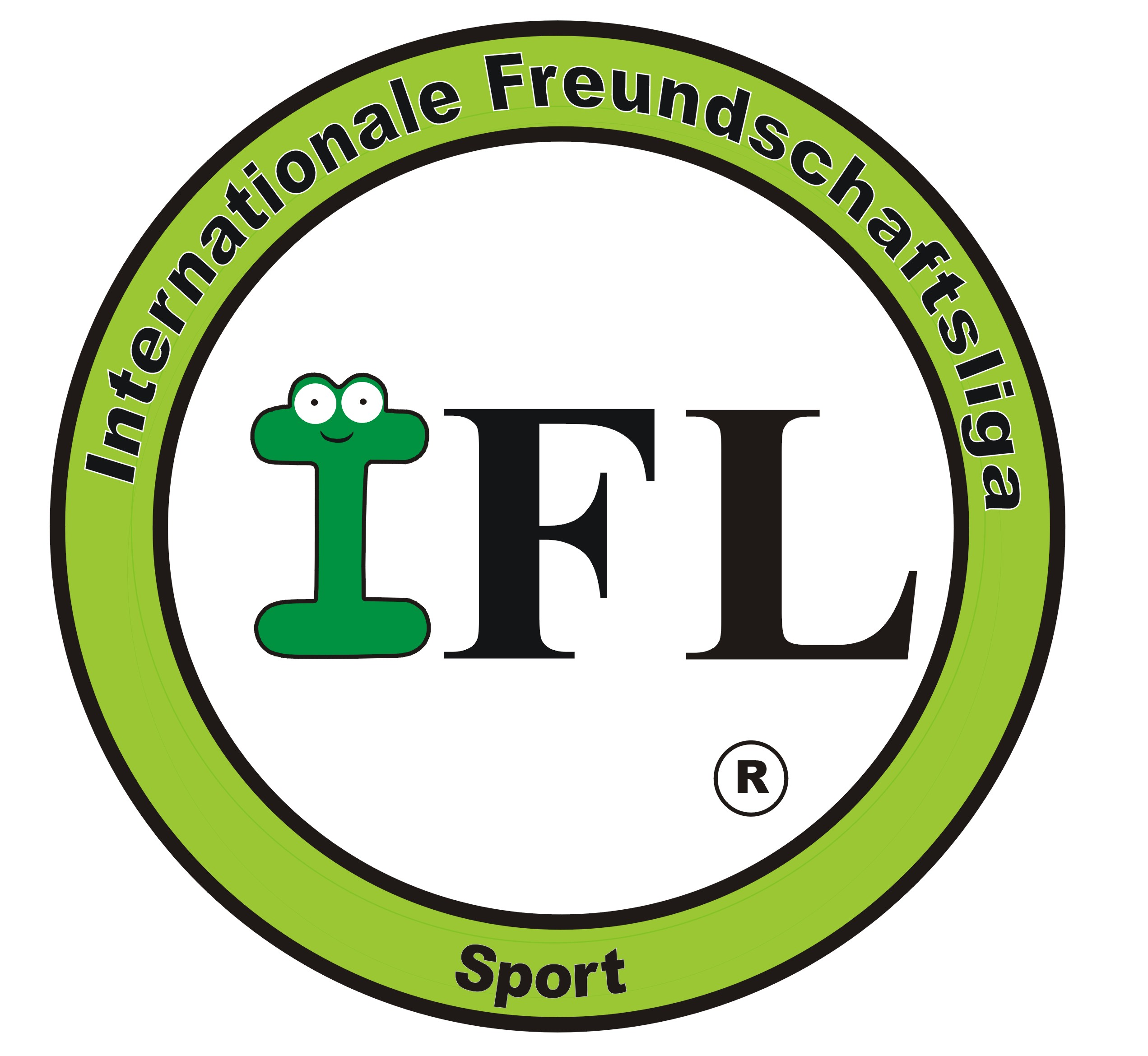
IFL Freundschaftsliga Sport: Abzeichen

Freundschaftcup - Friendship cup: Abzeichen

Die Internationale Freundschaftsliga (IFL) war der deutsche Ableger der in England am 26. September 1931 von Noel Ede gegründeten International Friendship League. Ihr Ziel war es durch persönliche Begegnungen die Freundschaft zwischen den Angehörigen aller Nationen zu fördern. Dazu dienten vor allem Auslandsreisen, Ferienlager (sogenannte Centers) und Brieffreundschaften.
Zwischen den beiden Weltkriegen bestand die Organisation vor allem in England. Nach dem Zweiten Weltkrieg wurden Sektionen in Deutschland, Frankreich, Österreich, Rumänien, den Niederlanden, Norwegen, Dänemark, Schweden und Finnland gegründet. In Deutschland bestanden lokale Ortsgruppen u. a. in Bonn, Düsseldorf, Köln, Leverkusen, Schwandorf, Solingen, Wolfach im Schwarzwald und Wuppertal. 1952 schlossen sich die deutschen Ortsgruppen zur „Deutschen Sektion“ der IFL zusammen, die jedoch 1961 erlosch.
Die International Friendship League hatte eigenen Angaben zufolge im Juni 2023 ihren Sitz in Ross-on-Wye (Herefordshire, England) und Mitgliedsgruppen vor allem in Afrika sowie in Kanada und Indien, auf den Seychellen, in Großbritannien, Schweden und Portugal. Ziel der Vereinigung ist weiterhin „to promote a spirit of friendship among the people of the world with a view to peaceful co-operation in international affairs“ (einen Geist der Freundschaft zu fördern zwischen den Völkern der Welt im Hinblick auf eine friedliche Zusammenarbeit in internationalen Angelegenheiten).
2004 wurde in Österreich, auf initiative von Clara Mihaela Popescu, die „I. F. L. Internationale Freundschaftsliga Sport Verband Österreich“ ins Leben gerufen. Ursprünglich wurde es als Projekt durchgeführt, um Freundschaft und gutes Verständnis zu fördern und verschiedene Gemeinschaften in Wien zu ermutigen, Zeit miteinander zu verbringen und Sport zu treiben. Im Laufe der Jahre wurden weitere kulturell-sportliche Veranstaltungen zur Förderung von Frieden und Freundschaft zwischen den Völkern entwickelt und hinzugefügt.
Ein Event innerhalb der „Freundschaftsliga Sport Verband Österreich“ kann mehrere Spiele mit Fußball, Beachvolleyball, Basketball oder sportlichen Aktivitäten umfassen, die einzeln oder kombiniert durchgeführt werden, die Teilnehmer müssen Punkte in der Rangliste in zwei oder mehr Disziplinen sammeln.
Ein Projekt des IFL Freundschaftsliga Sportverband ist „Freundschaftscup - Friendship Cup Fussball“ mit Mixed Team 6+2 (6 Männer + 2 Frauen oder 6 Frauen + 2 Manner). Die Mixed Team ist eine bunte Mischung aus Spieler/innen. Vordergründig sollen Frauen bei Freundschaftscup - Friendship Cup die Möglichkeit bekommen, in einem Mixed Team im Europa Fußball zu spielen.

## Belege
1. ↑  History of IFL.
2. ↑  IFL Courier, No. 65, Juni 2023.